# Tapeinosperma
Tapeinosperma là một chi thực vật thuộc họ Myrsinaceae.
Bao gồm các loài:
- Tapeinosperma campanula, Mez